# Шапошников, Евгений Николаевич (государственный деятель)
Евгений Николаевич Шапошников — советский хозяйственный, государственный и политический деятель.

## Биография
Родился в 1914 году в Нижнем Новгороде. Член КПСС.
Образование высшее (окончил Горьковский индустриальный институт).
С 1939 года — на хозяйственной, общественной и политической работе.
- В 1939—1949 гг. — мастер, строитель, главный строитель судов, главный инженер, директор Сретенского судостроительного завода.[2]
- В 1949—1950 гг. — главный инженер Калининградского судостроительного завода.[2]
- В 1950—1958 гг. — директор Керченского судостроительного завода.[2]
- В 1958—1965 гг. — начальник управления судостроения в Крымском и Черноморском совнархозах.[2]
- В 1965—1988 гг. — заместитель министра судостроительной промышленности СССР.[2]

C 1988 гг. — персональный пенсионер.
За создание крупнотоннажных универсальных сухогрузных судов с повышенными технико-эксплуатационными показателями, освоение их крупносерийной постройки и эксплуатации был в составе коллектива удостоен Государственной премии СССР в области науки и техники 1978 года.
Умер в Москве после 2000 года.

## Награды
- Орден Ленина[2]
- Орден Октябрьской Революции[2]
- Орден Отечественной войны II степени (21.10.1945)[1]
- Орден Трудового Красного Знамени[2]
- Орден Трудового Красного Знамени[2]